# Gouvernement de la Serbie
Le gouvernement de Serbie (en serbe cyrillique : Влада Републике Србије ; en serbe latin Vlada Republike Srbije) est le principal élément du pouvoir exécutif en Serbie. Il est dirigé par le président du gouvernement (Predsednik Vlade), appelé aussi premijer (« le premier »). Le président du gouvernement est choisi par l'Assemblée nationale de la république de Serbie sur proposition du président de la République. Les ministres sont nommés par le président du gouvernement mais élus par l'Assemblée nationale.